# Grand Prix d'Ouverture La Marseillaise 1983
Il Grand Prix d'Ouverture La Marseillaise 1983, conosciuto anche come Grand Prix de Bessèges, quarta edizione della corsa, si svolse il 7 febbraio 1983 su un percorso di 128 km, con partenza da Bessèges e arrivo a Alès, in Francia. La vittoria fu appannaggio dell'olandese Jan Raas, che completò il percorso in 3h09'00", alla media di 40,635 km/h, precedendo il connazionale Cees Priem e lo svizzero Erich Mächler.

## Ordine d'arrivo (Top 10)
| Pos. | Corridore           | Squadra | Tempo    |
| ---- | ------------------- | ------- | -------- |
| 1    | Jan Raas            | TI      | 3h09'00" |
| 2    | Cees Priem          | TI      | a 43"    |
| 3    | Erich Mächler       | Cilo    | s.t.     |
| 4    | Leo van Vliet       | TI      | a 2'05"  |
| 5    | Bert Oosterbosch    | TI      | a 2'12"  |
| 6    | Kim Andersen        | Coop    | a 2'34"  |
| 7    | Jacques Hanegraaf   | TI      | s.t.     |
| 8    | Éric Bonnet         | Wolber  | s.t.     |
| 9    | Alain Bizet         | Fangio  | s.t.     |
| 10   | Johan van der Velde | TI      | s.t.     |